# Puig Caterina
El Puig Caterina és un cim de 306 metres que es troba al municipi de Sant Miquel de Campmajor, a la comarca del Pla de l'Estany.